# Pintura metálica

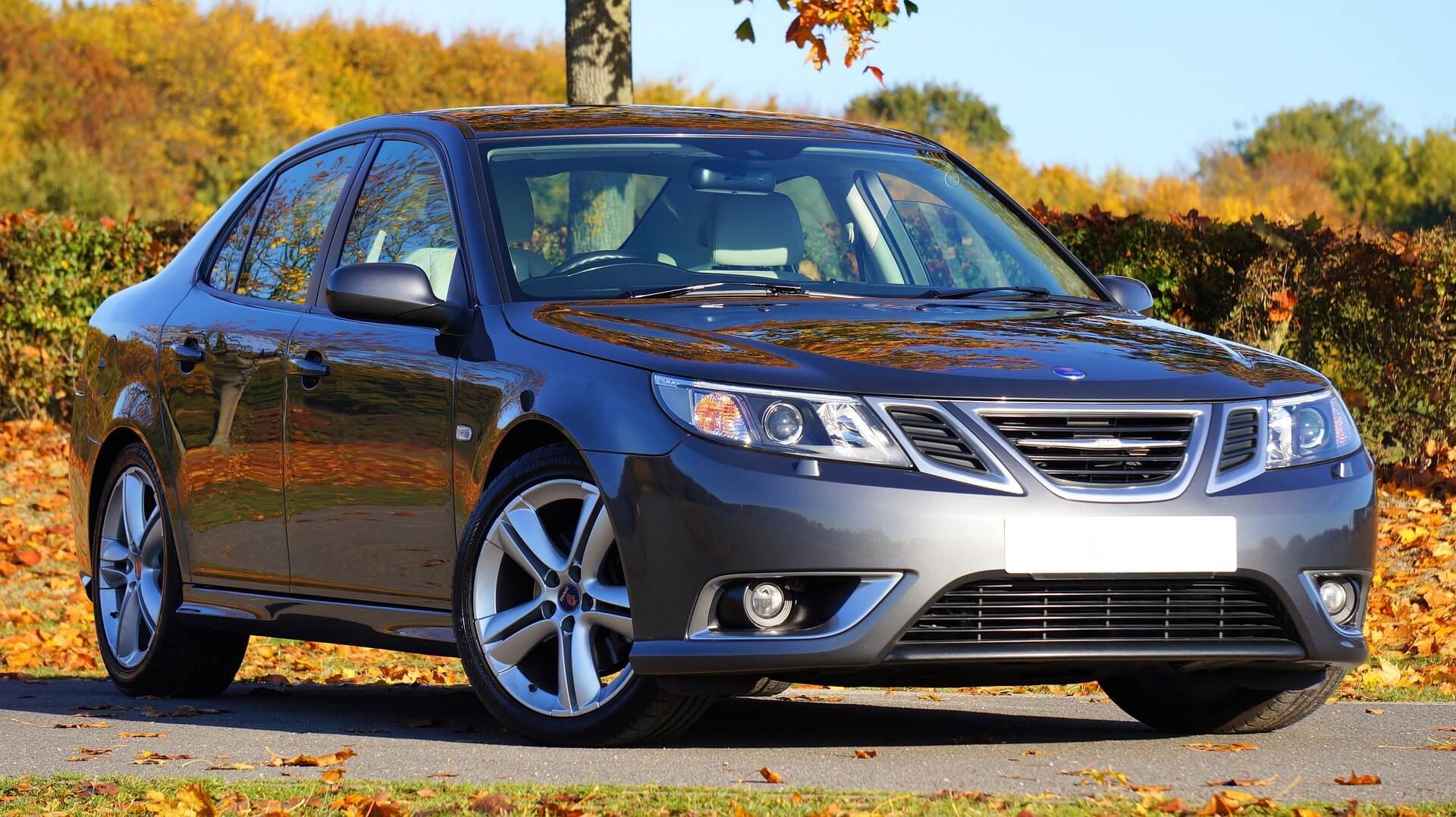
Pintura metálica

A pintura metalizada ou metálica, em alguns casos conhecida como policromática, é um tipo de pintura utilizada em automóveis e outras superfícies que possui, além do propósito técnico anticorrosivo, importância no cunho estético que é de grande importância na visão de clientes. A pintura metalizada permite revelar os contornos da carroceria mais que a pintura normal, além de garantir maior brilho e reflexão da luz na pintura do veículo.

## Produção
As pinturas metalizadas quase sempre consistem em uma base de laca transparente, a aplicação da tinta especial e a cobertura de verniz uretano para se conseguir proteção e brilho.
Os subprocessos que compõem a pintura metalizada são três: tratamento de superfícies, aplicação de revestimento e polimerização.

#### Tratamento de superfícies:
Este subprocesso tem relação direta com a durabilidade da pintura uma vez que prepara a superfície do metal para que receba a tinta. Este tratamento é responsável por estabilizar a superfície do metal, eliminando componentes indesejáveis e tornando-a preparada para receber a tinta, proporcionando maior aderência, o que faz com que a corrosão do metal seja retardada. Este processo é feito a partir de banho da peça em um tanque com solução decapante, fosfatizante e desengraxante. Após o banho, as peças são colocadas para secar para então dar início à aplicação do revestimento.

#### Aplicação de revestimento:
Neste subprocesso, a peça, que deve estar seca, é encaminhada para uma cabine de pintura. Esta cabine deve ser aterrada. A pulverização da tinta sobre a peça é feita utilizando uma pistola eletrostática de forma que no interior da pistola, a tinta é carregada eletrostaticamente. Dessa forma, as partículas da tinta se atraem à peça por meio do campo elétrico formado entre a pistola e a peça.

#### Polimerização:
Este subprocesso ocorre em estufas com queimadores a gás com temperaturas que variam de 200ºC a 230ºC. É um processo que transforma, por meio de convecção, a tinta em pó para uma fina camada e à medida que a temperatura aumenta, as partículas da tinta se alastram e formam uma película de revestimento.

## Variações

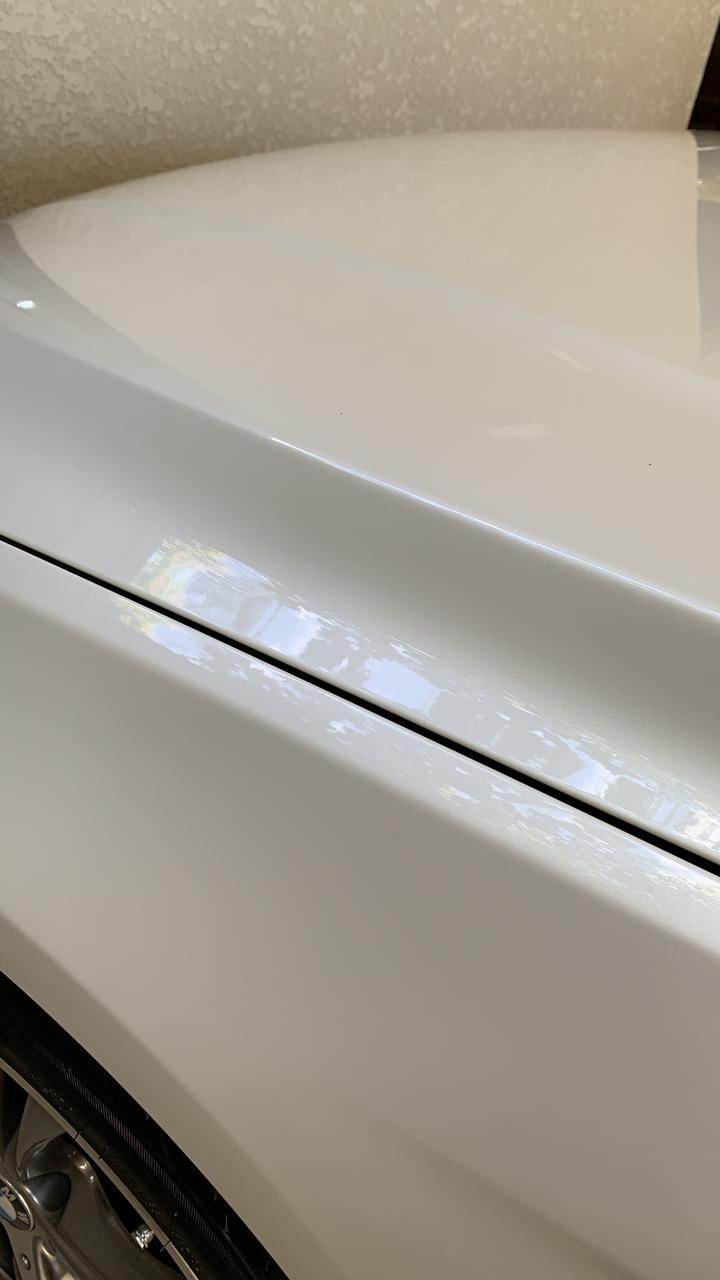
Exemplo de pintura perolizada

Existem duas variações básicas da pintura metalizada: A pintura perolizada, que apresenta cores sutilmente diferentes dependendo do ponto de visão e intensidade da luz incidida sobre ela. E a pintura policromática, onde as cores mudam de forma radical dependendo do ângulo em que se olha. As pinturas policromáticas foram usadas pela fabricante de automóveis Nissan em algumas edições especiais de seus carros. Existe também uma terceira variação que resulta num efeito arco íris, porém não muito usado em automóveis, mas sim em capacetes e bicicletas. Consiste em uma base de prata metalizado coberta com uma laca colorida, porém translúcida ou de uretano. Este tipo de pintura proporciona um efeito de profundidade, porém, o retoque em tal pintura é impossível, onde os danos podem ser irreversíveis.

## Valor
Os fabricantes aplicam um valor sobre esse opcional em veículos novos, no que certas vezes podem ser altas porcentagens do valor do veículo em contra posição sobre as cores sólidas. Normalmente, pinturas sólidas não possuem valor extra cobrado na venda do veículo, com exceção da cor branca que é a mais cobiçada pelos clientes. Ademais, a pintura metálica, por possuir certo nível de química, é cobrado um valor que varia de R$1200,00 a R$ 2000,00. Já a pintura perolizada, que oferece efeito de mudança de cor dependendo do ângulo de visão ultrapassa o valor de R$2500,00.